# Rajdowe Samochodowe Mistrzostwa Polski 1972

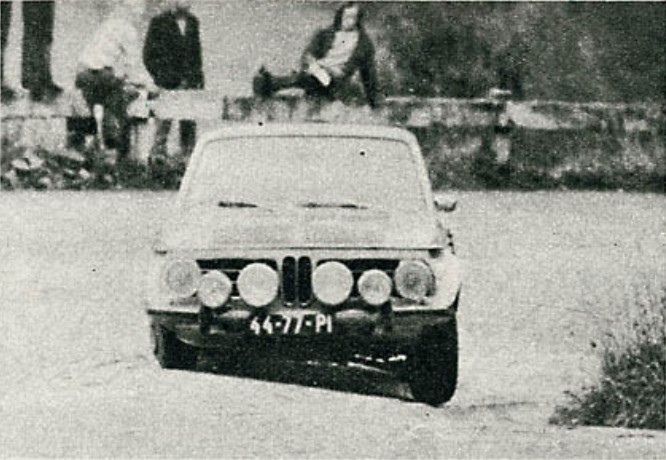
Zwycięzca klasyfikacji motoru Adam Smorawiński podczas wygranego 22. Rajdu Wisły

Ten artykuł dotyczy sezonu 1972 Rajdowych Samochodowych Mistrzostw Polski.

## Kalendarz[1]
| Runda | Data            | Nazwa rajdu          | Baza rajdu | Nawierzchnia  | Zwycięzca            | Raport |
| 1     | 3-4 marca       | 1. Rajd Stomil       | Kraków     | asfalt/szuter | Marian Bień          | Wyniki |
| 2     | 20-21 maja      | 16. Rajd Dolnośląski | Wrocław    | asfalt        | Sobiesław Zasada     | Wyniki |
| 3     | 6-7 czerwca     | 5. Rajd Kormoran     | Mikołajki  | asfalt/szuter | Krzysztof Komornicki | Wyniki |
| 4     | 13-15 lipca     | 32. Rajd Polski      | Kraków     | asfalt        | Adam Smorawiński     | Wyniki |
| 5     | 15-16 września  | 22. Rajd Wisły       | Wisła      | asfalt        | Adam Smorawiński     | Wyniki |
| 6     | 10-11 listopada | 10. Rajd Warszawski  | Warszawa   | asfalt/szuter | Robert Mucha         | Wyniki |

1. ↑  Zwycięzcą klasyfikacji generalnej 32. Rajdu Polski był Włoch Raffaele Pinto, Adam Smorawiński rajdu nie ukończył. A że do klasyfikacji RSMP zaliczany był tylko I etap rajdu to znaczy pierwsze 23 OS-y, po których Smorawiński prowadził wygrał klasyfikację RSMP

## Klasyfikacje Rajdowych Samochodowych Mistrzostw Polski 1972[1]
- Klasyfikacja generalna - Puchar Motoru

W Pucharze "Motoru" punkty przyznawano za 6 pierwszych miejsc według systemu: 9-6-4-3-2-1. Do końcowej klasyfikacji zaliczano dla każdego kierowcy 4 najlepsze wyniki.
| Poz. | Kierowca/Pilot                      | Samochód                          | Pkt |
| ---- | ----------------------------------- | --------------------------------- | --- |
| 1    | Adam Smorawiński Andrzej Zembrzuski | BMW 2002 Ti Alpina                | 24  |
| 2    | Ryszard Żyszkowski                  | Polski Fiat 125p 1500 BMW 2002 Ti | 19  |
| 3    | Krzysztof Komornicki Błażej Krupa   | Polski Fiat 125p 1500             | 18  |
| 4    | Robert Mucha                        | Polski Fiat 125p 1500             | 15  |
| 5    | Marian Bień Zbigniew Kołaczkowski   | Porsche 911 T                     | 13  |
| 6    | Andrzej Jaroszewicz                 | Polski Fiat 125p 1500             | 12  |
| 7    | Marek Varisella Janina Jedynakowa   | Polski Fiat 125p 1300             | 10  |
| 8    | Włodzimierz Markowski               | Polski Fiat 125p 1500             | 10  |
| 9    | Sobiesław Zasada Ewa Zasada         | Porsche 911 S                     | 9   |
| 10   | Jerzy Landsberg Marian Wangrat      | Polski Fiat 125p 1500             | 9   |

- Punktacja RSMP:

Punkty do klasyfikacji RSMP przyznawano w klasach za 6 pierwszych miejsc według systemu: 9-6-4-3-2-1. W klasyfikacjach RSMP zaliczano każdemu zawodnikowi 4 najlepsze wyniki, a warunkiem sklasyfikowania było zdobycie punktów w co najmniej 3 eliminacjach. Klasę stanowiły co najmniej 3 samochody. W przypadku sklasyfikowania w danej klasie powyżej 10 załóg - najlepszym przyznawano tytuły Mistrza, oraz I i II Wicemistrza Polski. W przypadku sklasyfikowania 5-10 załóg - tytuły Mistrza i Wicemistrza, zaś przy sklasyfikowaniu 4 załóg przyznawano tylko jeden tytuł mistrzowski.
Podział samochodów startujących w rajdach zgodnie z regulaminami FIA:
- Grupa I - Seryjne samochody turystyczne. Produkowane w ilości co najmniej 5000 egzemplarzy w ciągu 12 miesięcy. Prawie całkowity zakaz przeróbek mających na celu poprawienie osiągów samochodu. Jeżeli pojemność silnika przekraczała 700 cm3, samochód tej grupy musiał mieć co najmniej 4 miejsca.
- Grupa II - Specjalne samochody turystyczne. Wyprodukowane musiały być w ilości co najmniej 1000 egzemplarzy w ciągu 12 miesięcy. Dozwolony duży zakres przeróbek poprawiających osiągi pojazdu. Tak jak w grupie I, jeżeli pojemność silnika przekraczała 700 cm3, samochód tej grupy musiał mieć co najmniej 4 miejsca.
- Grupa III - Seryjne samochody GT produkowane w ilości co najmniej 1000 sztuk w roku. Pojazdy co najmniej dwumiejscowe. Ograniczenia przeróbek i modyfikacji takie same jak w grupie I.
- Grupa IV - Specjalne samochody GT. Warunkiem homologacji było wyprodukowanie co najmniej 500 egzemplarzy w ciągu 12 miesięcy. Dozwolone przeróbki takie jak w grupie II.

Grupy podzielone były na klasy w zależności od pojemności skokowej silnika:
- klasa 1 - do 500 cm3
- klasa 2 - do 600 cm3
- klasa 3 - do 700 cm3
- klasa 4 - do 850 cm3
- klasa 5 - do 1000 cm3
- klasa 6 - do 1150 cm3
- klasa 7 - do 1300 cm3
- klasa 8 - do 1600 cm3
- klasa 9 - do 2000 cm3
- klasa 10 - do 2500 cm3
- klasa 11 - do 3000 cm3
- klasa 12 - do 4000 cm3
- klasa 13 - do 5000 cm3

Grupa II klasa 9-13
| Poz. | Kierowca         | Samochód           | Suma pkt |
| ---- | ---------------- | ------------------ | -------- |
| 1    | Adam Smorawiński | BMW 2002 Ti Alpina | 30       |

Grupa II klasa 8
| Poz. | Kierowca             | Samochód              | Suma pkt |
| ---- | -------------------- | --------------------- | -------- |
| 1    | Krzysztof Komornicki | Polski Fiat 125p 1500 | 27       |
| 2    | Jerzy Landsberg      | Polski Fiat 125p 1500 |          |

Grupa II klasa 7
| Poz. | Kierowca           | Samochód              | Suma pkt |
| ---- | ------------------ | --------------------- | -------- |
| 1    | Marek Varisella    | Polski Fiat 125p 1300 | 36       |
| 2    | Henryk Kaczmarczyk | Polski Fiat 125p 1300 |          |

Grupa II klasa 5-6
| Poz. | Kierowca       | Samochód     | Suma pkt |
| ---- | -------------- | ------------ | -------- |
| 1    | Henryk Mandera | Wartburg 353 | 27       |
| 1    | Andrzej Nytko  | Skoda 110 S  | 27       |

Grupa II klasa 3-4
| Poz. | Kierowca       | Samochód   | Suma pkt |
| ---- | -------------- | ---------- | -------- |
| 1    | Alojzy Orawiec | Syrena 104 | 24       |

Grupa II klasa 1-2
| Poz. | Kierowca        | Samochód    | Suma pkt |
| ---- | --------------- | ----------- | -------- |
| 1    | Andrzej Świder  | Trabant 601 | 27       |
| 2    | Andrzej Radecki | Trabant 601 |          |

Grupa I klasa 9-13
| Poz. | Kierowca       | Samochód       | Suma pkt |
| ---- | -------------- | -------------- | -------- |
| 1    | Mario Graziani | Alfa Romeo GTV | 28       |

Grupa I klasa 8
| Poz. | Kierowca              | Samochód              | Suma pkt |
| ---- | --------------------- | --------------------- | -------- |
| 1    | Maciej Stawowiak      | Polski Fiat 125p 1500 | 33       |
| 2    | Włodzimierz Markowski | Polski Fiat 125p 1500 | 27       |

Grupa I klasa 7
| Poz. | Kierowca           | Samochód              | Suma pkt |
| ---- | ------------------ | --------------------- | -------- |
| 1    | Krystian Bielowski | Polski Fiat 125p 1300 | 24       |
| 2    | Ireneusz Porada    | Polski Fiat 125p 1300 |          |

Grupa I klasa 5-6
| Poz. | Kierowca         | Samochód     | Suma pkt |
| ---- | ---------------- | ------------ | -------- |
| 1    | Janusz Dąbrowski | Wartburg 353 |          |

Grupa I klasa 3-4
| Poz. | Kierowca             | Samochód   | Suma pkt |
| ---- | -------------------- | ---------- | -------- |
| 1    | Wincenty Zbierkowski | Syrena 104 | 22       |